# Kim Soo-Nyung
Kim Soo-Nyung (Chungcheong del Nord, 5 d'abril de 1971) és una antiga tiradora amb arc coreana. Va ser la gran dominadora del seu esport entre finals dels anys 80 i principis dels 90.
Kim va guanyar totes les competicions individuals i per equips a nivell mundial, Jocs Olímpics i Campionats del Món, entre 1988 i 1992. L'única excepció fou la plata aconseguida en la categoria individual en Barcelona, després de ser derrotada a la final per la també coreana Cho Youn-Jeong per 111-103. Després dels Jocs va retirar-se per dedicar-li temps a la vida familiar. Va tornar per als Jocs de Sydney 2000, on sumà una medalla d'or més en equips i un bronze en individual al seu brillant palmarès.